# Bälgviken
Bälgviken is een plaats in de gemeente Eskilstuna in het landschap Södermanland en de provincie Södermanlands län in Zweden. De plaats heeft 260 inwoners (2005) en een oppervlakte van 39 hectare.